# Houvin-Houvigneul
Houvin-Houvigneul är en kommun i departementet Pas-de-Calais i regionen Hauts-de-France i norra Frankrike. Kommunen ligger i kantonen Avesnes-le-Comte som tillhör arrondissementet Arras. År 2022 hade Houvin-Houvigneul 244 invånare.

## Befolkningsutveckling
Antalet invånare i kommunen Houvin-Houvigneul
| Referens: INSEE |